# Bucht von Tsambika
Die Bucht von Tsambika ist eine ca. zwei Kilometer lange, natürliche Bucht. Sie befindet sich an der Ostküste der griechischen Insel Rhodos  am Levantischen Meer. Zwischen Kolymbia und Archangelos gelegen ist sie von der Hauptstadt der Insel, der Stadt Rhodos, ungefähr 25 Kilometer entfernt.
Einer Legende nach fanden Fischer am Strand der Bucht eine Ikone. Dieser wundersame, da sich stets wiederholende, Fund motivierte die Gründung und den Bau des Klosters Tsambika am nördlich an die Bucht anschließendem Steilhang.
Der Strand in der Bucht von Tsambika wird häufig zu den schönsten Stränden der Insel gezählt.

## Einzelbelege
1. ↑  Tsambika Beach: der Schönste In: Focus.
2. ↑  Reisetipps Rhodos In: Süddeutsche Zeitung.